# Les Bordes (Abella de la Conca)

Les Bordes, respecte del terme d'Abella de la Conca

Les Bordes és una partida rural del terme municipal d'Abella de la Conca, a la comarca del Pallars Jussà.
Està situada al nord-est de la vila cap del seu terme municipal; és a la dreta i a la part alta de la vall del Barranc de Caborriu, a ponent de la partida de la Mata. És a migdia de Casa Víctor. En aquesta partida es troba la Font del Reguer. Hi mena el Camí de les Bordes.
Comprèn les parcel·les 233, 239 a 249, 254, 259 a 263, 266, 267, 274 a 281, 285, 287, 288 i 349 del polígon 4 d'Abella de la Conca; consta de 79,0444 hectàrees amb conreus de secà, pastures, zones de bosquina i de matolls. Hi apareix inscrit com a Bordes.